# Хауптман, Ян Йозеф Гавштын
Ян Йозеф Гавштын Хауптман, немецкий вариант — Йоганн Йозеф Августин Хауптман (в.-луж. Jan Józef Hawštyn Hauptmann, нем. Johann Joseph Augustin Hauptmann, 11 февраля 1709 года, Кулов, Лужица, Саксония — 10 мая 1771 года, Будишин, Лужица, Саксония) — католический священник и лужицкий писатель.

## Биография
Родился в 1709 году в Кулове. Был одним из первых студентов Лужицкой семинарии, где обучался с 1728 по 1731 года. В эти же годы обучался в пражской малостранской гимназии, которую окончил в 1730 году. В 1930—1931 годах был префектом Лужицкой семинарии. После возвращения в Лужицу был священником в Будишине (1734—1741) и позднее — в деревне Здзер. С 1741 по 1759 года — каноник Будишинского деканата.
Был автором первого известного списка католических священников-серболужичан «Catalogus Cleri Lusatii» (1768). Издал сборник проповедей на верхнелужицком языке и сочинение «Wučby, napominanja a próstwy za chorych».